# Dialetto safaita
Il dialetto safaita è un idioma arabo, conosciuto grazie a migliaia di iscrizioni epigrafiche datanti al periodo che dal I millennio a. C., giunge fino al IV secolo d. C., rintracciate nei deserti al confine della Siria, dell'Arabia Saudita e della Giordania. 
Sarebbe una forma di alfabeto sud-semitico. Le popolazioni delle province romane d'Arabia più prossime al mar Mediterraneo non sembrano averla impiegata, dando da credere perciò che la lingua fosse parlata esclusivamente dai beduini di quelle aree.

## Alfabeto
La lingua usa l'alfabeto safaita, composto da 28 lettere, 
| Letter  | Letter    | Nome  | Pronuncia (IPA) | Trascrizione araba | Trascrizione latina | Trascrizione latina | Trascrizione latina |
| Normale | squadrata | Nome  | Pronuncia (IPA) | Trascrizione araba | OCIANA              | Winnett & Harding   | SSHB                |
| ------- | --------- | ----- | --------------- | ------------------ | ------------------- | ------------------- | ------------------- |
|         |           | alif  |                 | وىا                | ʾ                   | ʾ                   | ʾ                   |
|         |           | ayn   |                 | ع                  | ʿ                   | ʿ                   | ʿ                   |
|         |           | ba    |                 | ٮ                  | b                   | b                   | b                   |
|         |           | dal   |                 | د                  | d                   | d                   | d                   |
|         |           | dhal  |                 | د                  | ḏ                   | ḏ                   | ḏ                   |
|         |           | dad   |                 | ص                  | ḍ                   | ḍ                   | ḍ                   |
|         |           | fa    |                 | ڡ                  | f                   | f                   | f                   |
|         |           | gim   |                 | ح                  | g                   | g                   | g                   |
|         |           | ghayn |                 | ع                  | ġ                   | ġ                   | ġ                   |
|         |           | ha    |                 | ه                  | h                   | h                   | h                   |
|         |           | hha   |                 | ح                  | ḥ                   | ḥ                   | ḥ                   |
|         |           | kha   |                 | ح                  | ẖ                   | ẖ                   | ẖ                   |
|         |           | kaf   |                 | ك                  | k                   | k                   | k                   |
|         |           | lam   |                 | ل                  | l                   | l                   | l                   |
|         |           | mim   |                 | م                  | m                   | m                   | m                   |
|         |           | nun   |                 | ں                  | n                   | n                   | n                   |
|         |           | qaf   |                 | ٯ                  | q                   | q                   | q                   |
|         |           | ra    |                 | ر                  | r                   | r                   | r                   |
|         |           | sin   |                 | س                  | s¹                  | s                   | s                   |
|         |           | shin  |                 | س                  | s²                  | š                   | ś                   |
|         |           | sad   |                 | ص                  | ṣ                   | s                   | s                   |
|         |           | ta    |                 | ٮ                  | t                   | t                   | t                   |
|         |           | tha   |                 | ٮ                  | ṯ                   | ṯ                   | ṯ                   |
|         |           | tta   |                 | ط                  | ṭ                   | ṭ                   | ṭ                   |
|         |           | waw   |                 | و                  | w                   | w                   | w                   |
|         |           | ya    |                 | ى                  | y                   | y                   | y                   |
|         |           | zayn  |                 | ر                  | z                   | z                   | z                   |
|         |           | za    |                 | ط                  | ẓ                   | ẓ                   | ẓ                   |